# Сыгарыш
Сыгарыш (баш. Сығарыш) — деревня в Кугарчинском районе Башкортостана, входит в состав Уральского сельсовета.

## История
Деревня образована в 2015 году (Распоряжение Правительства Российской Федерации от 11 июня 2015 года № 1097-р) на месте ранее упразднённого хутора Шигрыш, ликвидированного в 1986 году. Получила название Сыгарыш.
Когда-то жители деревни Бикбулатово проводили здесь летний перегон скота к урочищу Улак через крутые горы, и слово Сыгарыш с башкирского переводится как «помоги перейти».
В начале 2000-х располагалась опытная станция пчеловодов, которую впоследствии закрыли. Затем появились самоселы
, ставшие после 2015 года законными жителями.

## Географическое положение
Находится в заповеднике вдоль левого берега реки Малый Ик.
Расстояние до:
- районного центра (Мраково): 20 км,
- центра сельсовета (Бикбулатово): 12 км,
- ближайшей ж/д станции (Мелеуз): ? км.